# Petrea
Petrea L. – rodzaj roślin z rodziny werbenowatych (Verbenaceae). Obejmuje 13 gatunków. Wszystkie występują w strefie międzyzwrotnikowej na obu kontynentach amerykańskich. 
W uprawie jako roślina ozdobna szeroko rozprzestrzeniony jest, także poza zasięgiem rodzaju, Petrea volubilis. Notowany jest on jako dziczejący w Himalajach, zachodniej Afryce i na wyspach Oceanii. Walorem tego gatunku są efektownie zabarwione, obfitujące w kwiaty i owoce kwiatostany. Drewno roślin z rodzaju Petrea jest twarde i trudne do obróbki, przy tym nietrwałe, stąd wykorzystywane jest tylko na opał. Lokalnie rośliny te wykorzystywane były jako lecznicze. P. volubilis używano do wykonywania aborcji, a P. maynensis stosowany był w mieszankach ziołowych, którym przypisywano działanie antykoncepcyjne.
W XIX wieku proponowano dla rodzaju polską nazwę „pietrawa”.

## Morfologia
PokrójRośliny drzewiaste – liany, krzewy i drzewa, przy czym nierzadko rośliny tego samego gatunku mogą w zależności od warunków rosnąć zarówno jak pnącze, krzew lub drzewo. Wytwarzają odrosty korzeniowe z rozległego i zwykle płytkiego systemu korzeniowego. Pędy są białawe, szare lub brązowe, gładkie lub szorstkie, z okazałymi przetchlinkami, owłosione.
LiścieOkółkowe lub naprzeciwległe, pojedyncze, zmiennego kształtu i rozmiarów na poszczególnych roślinach. Blaszki są często są z wierzchu szorstkie niczym papier ścierny, od spodu częściej są gładkie.
KwiatyObupłciowe, zebrane w kwiatostany groniaste wyrastające w kątach liści i na szczytach pędów. Kielich barwny – biały, fioletowy, purpurowy lub jasnozielony, w dole zrośnięty rurkowato lub dzwonkowato, 5 działek zwykle ma nierówną długość. Płatki korony ułożone są przemiennie względem działek i zwykle od nich krótsze, najczęściej intensywnie niebieskie lub purpurowe, rzadziej białe lub żółte, często przynajmniej z białym lub żółtym środkiem. Pręciki są cztery, przyrośnięte do środkowej części rurki korony i w niej schowane, dwusilne, z drutowatymi lub silnie spłaszczonymi nitkami. Zalążnia górna, kulistawa lub podługowata, dwukomorowa, w każdej komorze z pojedynczymi zalążkami. Szyjka słupka pojedyncza, krótka, schowana w rurce korony, ze skośnym, dwudzielnym lub główkowatym znamieniem.
OwocePestkowce zamknięte w powiększającym się podczas owocowania kielichu. Egzokarp jest skórzasty lub mięsisty, endokarp drewnieje tworząc dwie jednonasienne pestki, zwykle silnie zrośnięte.

## Systematyka
Rodzaj z rodziny werbenowatych Verbenaceae. W obrębie rodziny rodzaj zajmuje pozycję bazalną. Podnoszony jest też do rangi plemienia Petreeae Briquet. Dawniej rodzaj ten wyodrębniano w randze rodziny Petreaceae J. Agardh lub włączano do bignoniowatych Bignoniaceae.
Wykaz gatunków
- Petrea asperifolia (Miranda) Hammel
- Petrea blanchetiana Schauer
- Petrea bracteata Steud.
- Petrea brevicalyx Ducke
- Petrea campinae Rueda
- Petrea guianensis Cham.
- Petrea insignis Schauer
- Petrea macrostachya Benth.
- Petrea maynensis Huber
- Petrea pubescens Turcz.
- Petrea rugosa Kunth
- Petrea sulphurea Jans.-Jac.
- Petrea volubilis L.